# 陳豪 (1499年)
陳豪（1499年—1558年），字志興，號肖隺，福建福州府長樂縣人，民籍。

## 生平
嘉靖七年（1528年）戊子科福建鄉試第三十一名舉人，十一年（1532年）中式壬辰科會試中式第七十名，第三甲第九十三名進士。工部觀政，授新會縣知縣，十六年（1537年）十二月選授陝西道試御史，十七年（1538年）八月實授，十九年（1540年）巡按湖廣。復除浙江道御史，二十四年（1545年）巡按山西，二十七年（1548年）二月升四川按察司副使。

## 家族
曾祖陳宏煒；祖父陳德隆，署教諭舉人累贈戶部郎中；父陳談，兗州府知府、加三品俸；母李氏（封安人）。重慶下。妻李氏，兄陳豫章（知縣）、陳豫慶、陳志民，弟陳彥、陳兗、陳完。子陳伯懌。